# Falla Albertina

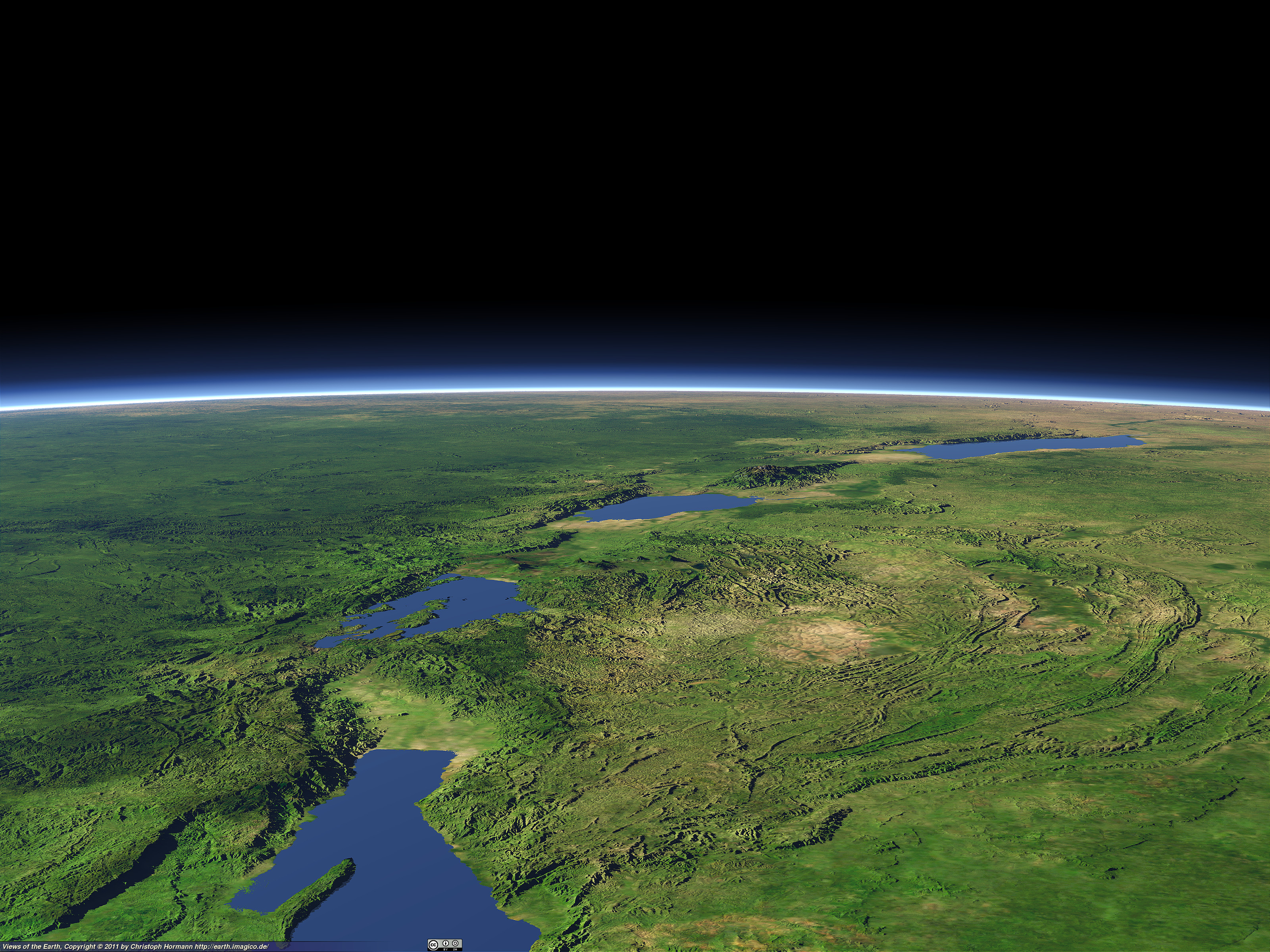
Una recreació infogràfica de la falla albertina. Són visibles (del fons al primer pla): el llac Albert, les muntanyes Rwenzori, el llac Eduard, les muntanyes Virunga, el llac Kivu i la part nord del llac Tanganyika

El rift Albertí o falla Albertina és la branca occidental del Rift d'Àfrica Oriental, que abasta parts d'Uganda, República Democràtica del Congo (RDC), Ruanda, Burundi i Tanzània. S'estén des de l'extrem nord del llac Albert fins a l'extrem sud del llac Tanganyika.
El terme geogràfic inclou la vall i les muntanyes circumdants.

## Geologia

Mapa de la regió que mostra al falla Albertina cap a l'oest

La falla Albertina i les muntanyes associades són el resultat dels moviments tectònics que estan separant gradualment la placa somali, allunyant-la, de la resta del continent africà. Les muntanyes que envolten el rift es componen de roques de basament alçades del Precambrià, superposades en parts per roques volcàniques recents .

## Llacs i rius
La part septentrional del rift és travessada per dues cadenes de grans muntanyes, les muntanyes Rwenzori, entre el llac Albert i el llac Rutanzige (abans llac Eduard), i les muntanyes Virunga, entre el llac Rutanziga i el llac Kivu. Els Virunga formen una barrera entre la conca del Nil, al nord i a l'est, i la conca del Congo, a l'oest i al sud, i són part de la divisòria Congo-Nil. El llac Rutenzige és alimentat per diversos rius grans, com el riu Rutshuru, i drena cap al nord a través del riu Semliki al llac Albert. El Nil Victòria flueix des del llac Victòria cap a l'extrem nord del llac Albert i surt, com el Nil Blanc, des d'un punt lleugerament cap a l'oest, fluint cap al nord fins a arribar al mar Mediterrani.
Al sud de les Virunga, el llac Kivu desguassa cap al sud al llac Tanganyika a través del riu Ruzizi. El llac Tanganica després drena al riu Congo a través del riu Lukuga. És probable que l'actual sistema hidrològic s'establís fa molt poc, quan van esclatar els volcans de la serralada Virunga i van bloquejar el discórrer de l'aigua cap al nord des del llac Kivu cap al llac Eduard, causant que en el seu lloc descarreguessin cap al sud en el llac Tanganyika. Abans d'això el llac Tanganyika, o les subconques separades en el que avui és el llac, poden no haver tingut cap sortida més que l'evaporació. El Lukuga s'ha format fa relativament poc temps, proporcionant una ruta a través de la qual les espècies aquàtiques de la conca del Congo van poder colonitzar el llac Tanganyika, que anteriorment tenia una fauna diferent.

## Muntanyes

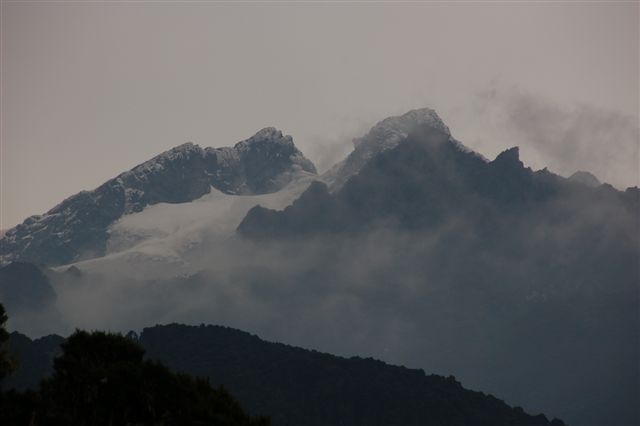
El mont Stanley (5.119 m), en la serralada Rwenzori, és la muntanya més alta de la falla Albertina i la tercera més alta d'Àfrica.

De nord a sud, es troben l'altiplà Lendu, les muntanyes Rwenzori, les muntanyes Virunga i les muntanyes Itombwe. Les muntanyes Ruwenzori s'han identificat amb les llegendàries "Muntanyes de la Lluna" de Claudi Ptolemeu. La serralada cobreix una àrea de 120 km de llarg i 65 km d'ample. En aquesta serralada sobresurten el mont Stanley (5.119 m), el mont Speke (4.890 m) i el mont Baker (4.843 m). El massís de les Virunga a la frontera entre la República Democràtica del Congo i Ruanda i es compon de vuit volcans. Dos d'ells, Nyamuragira i Nyiragongo, segueixen estant molt actius.
Hi ha diversos blocs de muntanya aïllats més al sud, com el mont Bururi, al sud de Burundi, les muntanyes Kungwe-Mahale, a l'oest de Tanzània, i el mont Kabobo i les muntanyes Marungu, a la República Democràtica del Congo, a la vora del llac Tanganyika. La majoria dels massissos s'eleven a una altitud de 2000-3500 m.

## Ecologia
La selva montana de la falla Albertina és una important ecoregió de l'ecozona afrotropical, definida pel WWF. Es troben boscos de transició, intermedis entre les terres baixes i el bosc montà, en altituds de 1000-1750 m. El bosc montà cobreix els vessants del voltant de 1600-3500 m. Per sobre dels 2400 m hi ha àrees de bambú i bosc nan. Bruc i poàcies predominen per sobre dels 3500 m.
L'ecologia es veu amenaçada per la desforestació, ja que una població en creixement busca noves terres de cultiu. L'extracció de fusta il·legal és un altre problema, i la mineria artesanal de l'or provoca algun dany local.